# Viile Satu Mare
Viile Satu Mare es una comuna ubicada en el distrito de Satu Mare, Rumania.

## Superficie
Posee una superficie de 80,59 kilómetros cuadrados.

## Demografía
Hasta 2021 la población era de 3950 habitantes, con una densidad de población de 49,01 habitantes por kilómetro cuadrado.